# Otto Mintus

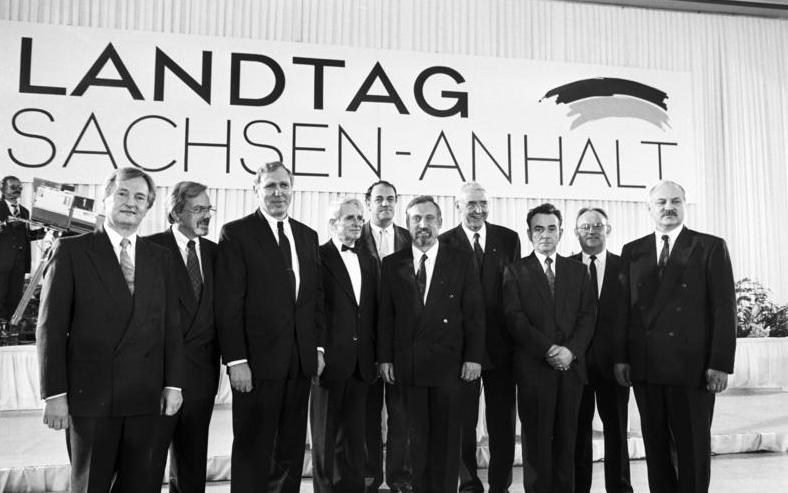
Otto Mintus (zweiter von rechts) 1990

Otto Mintus (* 8. August 1933 in Krakau, Kreis Roßlau; † 14. August 2017) war ein deutscher Politiker (DBD, CDU).

## Leben
Otto Mintus wurde als Sohn eines Landwirtes geboren. Nach dem Schulbesuch absolvierte er eine landwirtschaftliche Lehre und arbeitete anschließend im elterlichen Betrieb. 1951 schloss er sich der DBD an, für die er in der Folgezeit hauptamtlich tätig war. Von 1961 bis 1963 war er stellvertretender Ratsvorsitzender des Kreises Havelberg für Landwirtschaft. 1965 wurde er als staatlich geprüfter Landwirt und Diplom-Agraringenieur Vorsitzender einer LPG.
Nach der Fusion der DBD mit der CDU war Mintus dort Mitglied. Nach der deutschen Wiedervereinigung wurde er am 2. November 1990 als Minister für Ernährung, Landwirtschaft und Forsten in die von Ministerpräsident Gerd Gies geführte Regierung des Landes Sachsen-Anhalt berufen. Auch der von Ministerpräsident Werner Münch geleiteten Folgeregierung gehörte er an. Nachdem bei der Gauck-Behörde seine nebenamtlichen Kontakte zur DDR-Staatssicherheit bekannt wurden, trat er am 13. August 1991 von seinem Ministeramt zurück. Am 12. September 1991 schied er endgültig aus der Regierung aus.